# Février 1965
Le mois de février 1965 est un mois parfait.

## Évènements
- Canada : rapport préliminaire d'enquêtes de la commission Laurendeau-Dunton sur le bilinguisme et le biculturalisme.

- Négociations financières franco-maliennes à Paris.

- 1er février, France : Inauguration de la base d'aéronautique navale de Landivisiau en Bretagne.

- 7 février (Guerre du Viêt Nam) : premiers raids aériens américains sur le Viêt Nam du Nord à la suite de l'attaque de la base aérienne de Pleiku.

- 13 février : assassinat d’Humberto Delgado par la Pide, à Villanueva del Fresno, en Espagne, à la frontière avec le Portugal.

- 15 février : la reine Élisabeth II sanctionne le nouveau drapeau du Canada à la feuille d'érable, adopté par les Communes le 15 décembre 1964.

- 18 février : indépendance de la Gambie.

- 20 février : marche pour la Liberté en Australie. Manifestations non-violentes contre la ségrégation et l’injustice.

- 21 février : assassinat du militant noir du Black Nationalist Party Malcolm X dans des circonstances obscures à Harlem, New York. Il fait figure de martyre.

- 22 février : en Alger, Ernesto Che Guevara prononce un discours sur la solidarité socialiste[1].

- 23 février, France : Gaston Palewski est nommé président du Conseil Constitutionnel.

- 26 février, France : construction de l'Institut de cancérologie de Villejuif.

- 28 février : [[Opération Rolling Thunder

image illustrant le domaine militaire image illustrant le Viêt Nam image illustrant les forces armées des États-Unis
Cet article e]]. Les États-Unis commencent à bombarder systématiquement le Viêt Nam du Nord (fin le 1er novembre 1968).

## Naissances
- 1er février : 
  - Sherilyn Fenn, actrice américaine
  - Stéphanie de Monaco, Princesse de la Principauté de Monaco
- 3 février : Maura Tierney, actrice américaine
- 7 février :
  - Chris Rock, humoriste, acteur, réalisateur et producteur américain
  - Julien Courbet, journaliste, animateur-producteur de télévision et de radio français.
- 11 février : 
  - Amore Bekker, animatrice radio et écrivaine sud-africaine.
  - Laurence Côte, actrice française
- 12 février : 
  - Mia Frye, chorégraphe et danseuse américaine.
  - Brett Kavanaugh, juge à la Cour suprême des États-Unis depuis 2018.
- 13 février :
  - Philippe Jarbinet, auteur belge de bande dessinée
  - Peter O'Neill, premier ministre de Papouasie-Nouvelle-Guinée depuis 2011
- 16 février : 
  - Valérie Trierweiler, journaliste française.
  - Adama Barrow, personnalité politique gambien.
- 17 février : Michael Bay, réalisateur et producteur américain
- 18 février : 
  - Dr. Dre, rappeur américain
  - Dean Allison, politicien fédéral.
- 20 février : Jean-Pierre Amougou Belinga, homme d'affaires et éditeur camerounais.
- 23 février : Michael Dell, homme d'affaires et entrepreneur américain.
- 24 février : Bas Rutten, combattant néerlandais de combat libre.
- 25 février : Laralyn McWilliams, développeuse italienne de jeu vidéo († 5 février 2024).
- 26 février : Sylvain Bied, footballeur français († 18 février 2011).

## Décès
- 15 février : Nat King Cole, chanteur américain.
- 23 février : Stan Laurel, acteur américain.